# Małgorzata Sobolewska
Małgorzata Sobolewska z d. Jeromin; (ur. 28 lutego 1985 w Gdańsku) – polska siatkarka, grająca na pozycji rozgrywającej. Prywatnie żona trenera piłki siatkowej – Piotra Sobolewskiego.

## Kluby
- – od 1996 do 2005 Gedania Gdańsk
- – od 2005 do 2006 Legionovia Legionowo
- – od 2006 do 2007 Skra Bełchatów
- – od 2007 do 2009 EC Wybrzeże TPS Rumia
- – od 2009 do 2010 Gedania Żukowo
- – od 2010 do 2011 KS Piecobiogaz Murowana Goślina
- – od 2011 do 2011 Akademia Piłki Siatkowej TPS Rumia
- – od 2011 do 2012 PSPS Chemik Police
- – od 2012 do 2013 Stal Mielec S.A.
- – od 2013 do 2016 KS Piecobiogaz Murowana Goślina
- – od grudnia 2016 – Joker Mekro Świecie
- – od 2018 – MKS Kalisz

## Sukcesy
- 1999 Mistrzostwo Polski Młodziczek i Juniorek
- 2000 III miejsce Mistrzostw Polski Kadetek
- 2001 III miejsce  Mistrzostw Polski Juniorek III m-ce Mistrzostw Polski Kadetek
- 2002 II miejsce  Mistrzostw Polski Juniorek
- 2003 Mistrzostwo Polski Juniorek Starszych
- 2004 złoty medal Akademickie Mistrzostwa Europy – Portugalia
- 2005 złoty medal Akademickie Mistrzostwa Europy – Tallin
- 2011 II miejsce I Ligi Kobiet
- 2012 III miejsce I Ligi Kobiet
- 2017 III miejsce I Ligi Kobiet